# Немецкая лютеранская церковь (Шанхай)
Немецкая лютеранская церковь в Шанхае (нем. Deutsch-evangelische Kirche Shanghai, кит.  上海德国礼拜堂) — в настоящее время не существующие две лютеранские церкви, находившиеся в Шанхае, Китай.

## История
В конце XIX — начале XX веках были построены две церкви для немецких лютеран, проживавших в Шанхае. Первая церковь в готическом стиле была построена в 1890 году за пределами Белого моста возле германского консульства. Эта церковь была разрушена в 1932—1934 годах.
Вторая немецкая лютеранская церковь была построена в 1932 году. Храм был спроектирован венгерским архитектором Ласло Худьецом. Этот храм был разрушен во время культурной революции. В настоящее время на этом месте располагается возведённый в 1990 году Jingan Hilton Hotel.